# Nowy Łajszczew
Nowy Łajszczew (prononciation : [ˈnɔvɨ ˈwai̯ʂt͡ʂɛf]) est un village polonais de la gmina de Puszcza Mariańska dans le powiat de Żyrardów de la voïvodie de Mazovie dans le centre-est de la Pologne.

## Histoire
De 1975 à 1998, le village appartenait administrativement à la voïvodie de Skierniewice.